# Vladimir Jovanović
Vladimir Jovanović, cyr. Владимир Јовановић (ur. 28 września 1833 w Šabacu, zm. 4 marca 1922 w Belgradzie) – serbski polityk.
Pełnił funkcję sekretarza parlamentu (Svetoandrejskiej skupštiny), który w 1858 roku doprowadził do abdykacji Aleksandra Karadziordziewicia. W 1866 roku współtworzył w Nowym Sadzie polityczną organizację młodzieżową Ujedinjena omladina srpska. W 1868 roku był podejrzewany o udział w udanym zamachu na księcia Michała Obrenowicia. Został jednak oczyszczony z zarzutów i odzyskał wolność.
W latach 1876–1878 i 1880–1881 pełnił funkcję ministra finansów Księstwa, a następnie Królestwa Serbii. W latach 1883–1885 był prezesem Serbskiego Towarzystwa Naukowego (Srpsko učeno društvo).